# Marijana Lubej
Marijana Lubej, slovenska atletinja, * 21. junij 1945, Celje. 
Marijana Lubej je bila članica Atletskega društva Kladivar Cetis Celje. Za Jugoslavijo je nastopila na Olimpijskih igrah 1968 v Ciudadu de México v štirih disciplinah. V peteroboju je osvojila dvanajsto mesto, v šprintu na 100 m je nastopila v polfinalu, v šprintu na 200 m in 80 m z ovirami pa je obtičala v četrtfinalu. Na evropskih dvoranskih prvenstvih je osvojila dve srebrni in bronasto medaljo v štafetnih tekih. Ima šest zlatih in dve bronasti medalji z Balkanskih iger. Bila je jugoslovanska in slovenska rekorderka v šprintu na 60 m, 100 m, 200 m, 400 m in 100 m z ovirami.